# Exitianus occidentalis
Exitianus occidentalis är en insektsart som beskrevs av Ghauri 1974. Exitianus occidentalis ingår i släktet Exitianus och familjen dvärgstritar. Inga underarter finns listade i Catalogue of Life.